# Кенді (фільм)
«Кенді» (англ. Candy) — фільм режисера Ніла Армфілда, випущений в 2006 році.

## Сюжет
Між Деном і Кенді спалахує любов. Дівчина, захоплена своїм хлопцем, знайомиться з його богемним стилем життя і заодно — з його світом героїну. Їхня любов, поступово все більше пов'язана з наркотиками, дарує вже не тільки радість і насолоду, але й періоди відчаю, страждань і ломки. Відсутність грошей веде ще далі. Вона йде на панель, а він все більше скидається на звичайного наркомана, що мріє тільки про одне — про чергову дозу.
У фільмі три сцени:
1. Рай.
Молоді коханці захоплені один одним, сексом і наркотиками. Вони постійно шукають гроші, щоб купити дур — позичають у батьків або у Каспера (Джеффрі Раш), ексцентричного університетського викладача.
2. Земля.
Закохані одружуються і пізнають «радощі сімейного життя». Кенді змушена займатися проституцією заради грошей. Ден зайнятий тим, що постійно розшукує наркотики. Одного разу він краде кредитну картку, обманним шляхом дізнається ПІН-код власника і знімає з рахунку пристойну суму. Кенді говорить Дену про те, що вагітна, і пара вирішує залишити дитину. Вони намагаються зав'язати з наркотиками, однак на ранньому терміні у Кенді відбувається викидень.
3. Пекло.
Кенді і Ден вирушають за місто, щоб почати нове життя. Одного разу до пари приїжджають батьки Кенді, мати влаштовує скандал з приводу їхнього спільного життя. Тоді ж у Кенді проявляються перші ознаки істерики. Після цього дівчина під дією наркотиків зв'язується з сусідом, не приходить додому ночувати, а Ден вирушає до Каспера за дозою. Прийшовши назад на ферму до Кенді, він виявляє автобіографію їхнього роману на стінах будинку. Кенді з нервовим зривом опиняється в психіатричній клініці. Ден разом з батьками Кенді вирушає до неї в клініку, де усвідомлює — Кенді на самій межі. Через передоз помирає Каспер. Деякий час опісля Ден зав'язує з наркотиками і влаштовується на роботу в ресторан мийником посуду. І ось до нього приходить Кенді, яку виписали з психіатричної клініки. В ході зустрічі стає ясно, що Ден і Кенді все ще люблять один одного, однак він усвідомлює, що, незважаючи на почуття, вони не зможуть нормально жити разом і через деякий час знову опустяться на дно. Розуміючи, що так буде краще для них обох, Ден говорить про те, що «Шляху назад немає». Кенді йде, а Ден, залишившись в ресторані сидіти за одним із столиків, випиває.

## В ролях
| Актор             | Роль          |
| ----------------- | ------------- |
| Гіт Леджер        | Ден           |
| Еббі Корніш       | Кенді         |
| Джеффрі Раш       | Каспер        |
| Том Бадж          | Шуманн        |
| Роберто Меца-Монт | Джордж        |
| Деймон Герріман   | Роджер Мойлан |

## Цікаві факти
Фільм заснований на романі «Героїн» Люка Дейвіса.